# Bózsvai-szikla
Bózsván, az Etelka-tó melletti sziklabércről az a legenda járja, hogy IV. Béla amikor megpihent a tatárjárás idején, lovának patkói nyomot hagytak a sziklán, ami még ma is látszik.

## Kialakulása
A miocén földtörténeti korszakban Zajlott a Zempléni-hegységet létrehozó vulkanizmus, mely Bózsva környékén riodácit kőzetet hozott létre. Ez lávaként nagyon viszkózus volt, így nem  terült szét, hanem lávadómot hozott létre a már korábban lerakódott, robbanásos eredetű riolittufák maradványain. A riodácit ellenállóbb volt az idők folyamán a környezeti hatásoknak, így kipreparálódott a környező, puhább kőzetekből.

## Kultúrtörténet
A monda szerint a IV. Béla a tatárok elől menekülve a sziklánál állt meg pihenni, és lova patkóinak nyomai még mindig látszanak a szikla tetején. A szikla a patakkal Bózsva címerében is szerepel.

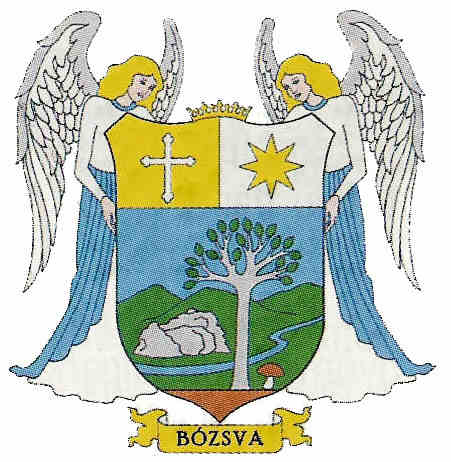
HUN Bózsva COA